# Diokles von Magnesia
Diokles von Magnesia war ein griechischer Fachschriftsteller. Aus welchem Ort namens Magnesia er stammte, ist unklar. Er lebte im 2. Jahrhundert v. Chr. und verfasste eine Philosophiegeschichte in drei Büchern, die nicht erhalten ist. Sie wird vom Philosophiehistoriker Diogenes Laertios (3. Jahrhundert) an 19 Stellen zitiert.
Diokles war mit dem Epigrammdichter Meleagros von Gadara (ca. 130–60 v. Chr.) befreundet, der ihm seinen um 70 v. Chr. veröffentlichten Gedicht-Kranz widmete.